# Haliaeetus pelagicus
El pigargo gigante, pigargo de Steller o águila marina de Steller (Haliaeetus pelagicus) es una especie de ave accipitriforme de la familia Accipitridae que habita en Corea, Japón, norte de China y regiones costeras del pacífico ruso. Es, con la arpía mayor y el águila monera, una de las mayores rapaces del mundo por su tamaño y peso. No se reconocen subespecies.